# Enma (manga)
Enma (エンマ?) è un manga giapponese shōnen, scritto da Kei Tsuchiya e disegnato da Saki Nonoyama. La sua serializzazione iniziò in Giappone sulla rivista Monthly Shōnen Rival, edita da Kōdansha, a partire da maggio 2008, per poi concludersi nel dicembre 2010. I capitoli della serie sono stati raggruppati in otto volumi, pubblicati da Kōdansha. In Italia il manga è stato pubblicato da GP Publishing a partire dal 22 luglio 2010.

## Trama
Il re Enma, secondo la mitologia giapponese, è il demone che giudica le anime dannate e assegna loro la pena che si sono meritate in vita. La protagonista della storia è una strana ragazza di nome Enma, l'emissaria del re degli inferi il cui compito è di avvisare i responsabili di efferati omicidi e massacri della loro morte, terribile ed imminente. La storia si dipana attraverso le epoche, dal Giappone dell'epoca Heian (circa nono secolo) fino ai nostri giorni, epoche nelle quali Emma si sposta per eseguire la volontà del suo padrone. Ma via via che la storia procede, la ragazza, da fredda automa nelle mani di Enma, si pone sempre più domande sulla liceità del suo compito e sulla natura umana.

## Manga
Il manga Enma fu scritto da Kei Tsuchiya e disegnato da Saki Nonoyama. La sua serializzazione iniziò in Giappone sulla rivista Monthly Shōnen Rival, edita da Kōdansha, sul numero pubblicato nel maggio 2008, per poi concludersi nel numero pubblicato nel dicembre 2010. I capitoli della serie sono stati raggruppati in otto volumi, pubblicati da Kōdansha. Il primo volume fu pubblicato il 4 agosto 2008.
Al di fuori del Giappone la serie manga è stata pubblicata in più di una nazione. In Italia il manga è stato pubblicato da GP Publishing a partire dal 22 luglio 2010 nella collana GP Rival. In Francia la serie è stata pubblicata dall'editore Kana dal 22 settembre 2011 al 4 gennaio 2013.

### Lista volumi
| Nº | Titolo italiano Giapponese 「Kanji」 - Rōmaji | Data di prima pubblicazione             | Data di prima pubblicazione           |
| Nº | Titolo italiano Giapponese 「Kanji」 - Rōmaji | Giapponese                              | Italiano                              |
| 1  | Enma 1 「エンマ 1」                           | 4 agosto 2008 ISBN 978-4-06-380003-6    | luglio 2010                           |
| 2  | Enma 2 「エンマ 2」                           | 5 gennaio 2009 ISBN 978-4-06-380026-5   | settembre 2010                        |
| 3  | Enma 3 「エンマ 3」                           | 1º maggio 2009 ISBN 978-4-06-380042-5   | dicembre 2010                         |
| 4  | Enma 4 「エンマ 4」                           | 4 settembre 2009 ISBN 978-4-06-380067-8 | aprile 2011                           |
| 5  | Enma 5 「エンマ 5」                           | 6 gennaio 2010 ISBN 978-4-06-380084-5   | giugno 2011 ISBN 978-88-6468-213-6    |
| 6  | Enma 6 「エンマ 6」                           | 30 aprile 2010 ISBN 978-4-06-380107-1   | settembre 2011 ISBN 978-88-6468-212-9 |
| 7  | Enma 7 「エンマ 7」                           | 3 settembre 2010 ISBN 978-4-06-380123-1 | novembre 2011 ISBN 978-88-6468-212-9  |
| 8  | Enma 8 「エンマ 8」                           | 29 dicembre 2010 ISBN 978-4-06-380144-6 | febbraio 2012 ISBN 978-88-6468-212-9  |